# Erpf (Fluss)
Die Erpf ist ein linker Zufluss der Lauchert in Baden-Württemberg.

## Name
Der Name ist eine Rückbildung des Ortsnamens Erpfingen.

## Geografie

### Erpfquelle

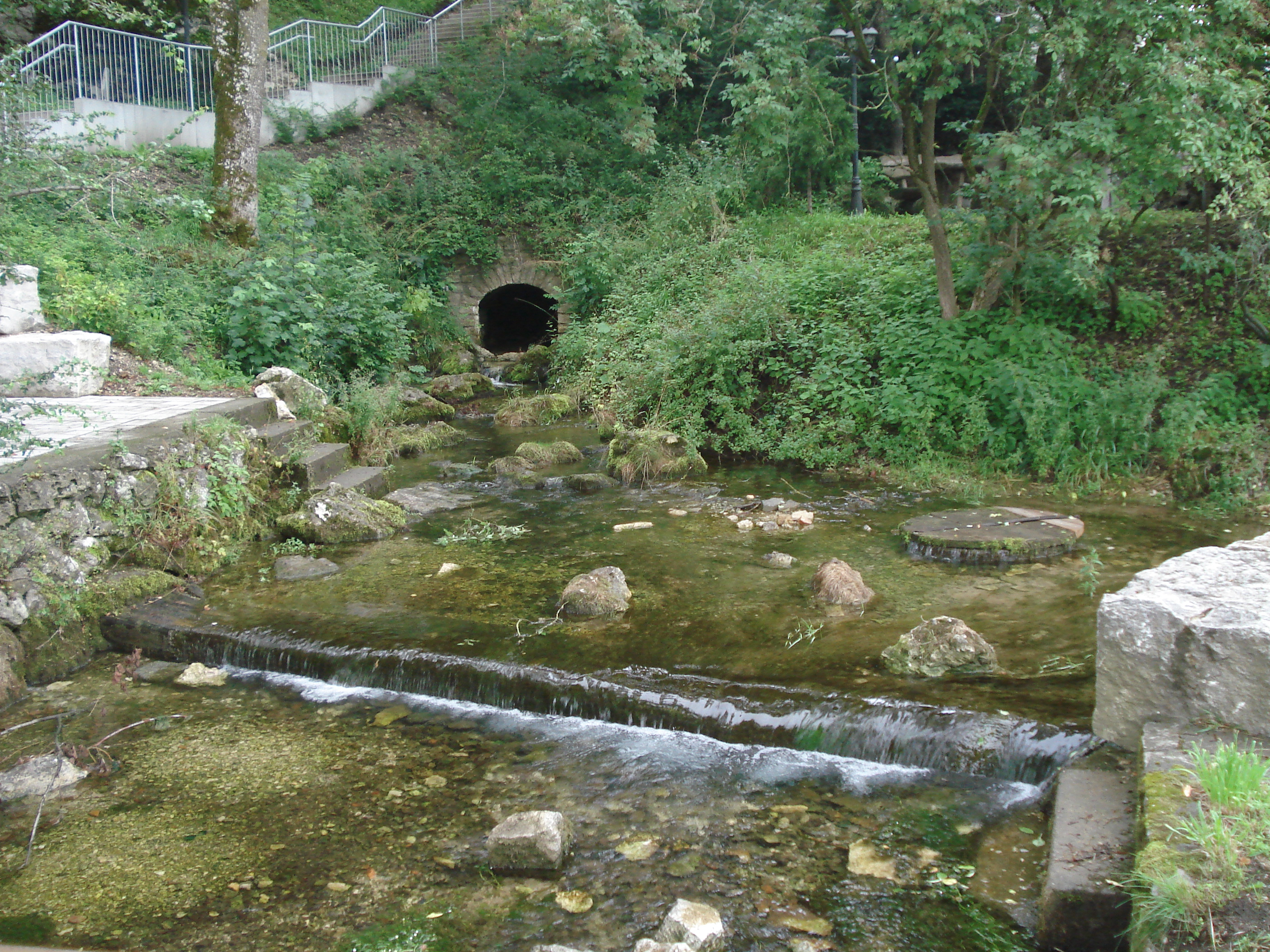
Die Erpfquelle in Erpfingen

Die Erpf entspringt in Erpfingen aus einer Karstquelle nahe dem Haus Stettener Straße 26. Diese ist unter dem Namen Brechlöchle, seltener auch Molkequelle bekannt. Es handelt sich um ein aufgestautes Quellbecken wenig nördlich der Ortsdurchfahrtsstraße, in das die Quelle mit einer mittleren Schüttung von 60 l/s (min. 1 l/s max 500 l/s) einfließt. Der abfließende Molkebach erreicht nach weniger als hundert Metern im Ort einen längeren Quellast vom östlichen Ortsrand, der dort zuvor nur abschnittsweise einen offenen Lauf hat.

### Verlauf
Die Erpf fließt zunächst in westliche Richtung, knickt nach Süden ab und fließt vorbei an der Erpfmühle nördlich von Stetten in die Lauchert.

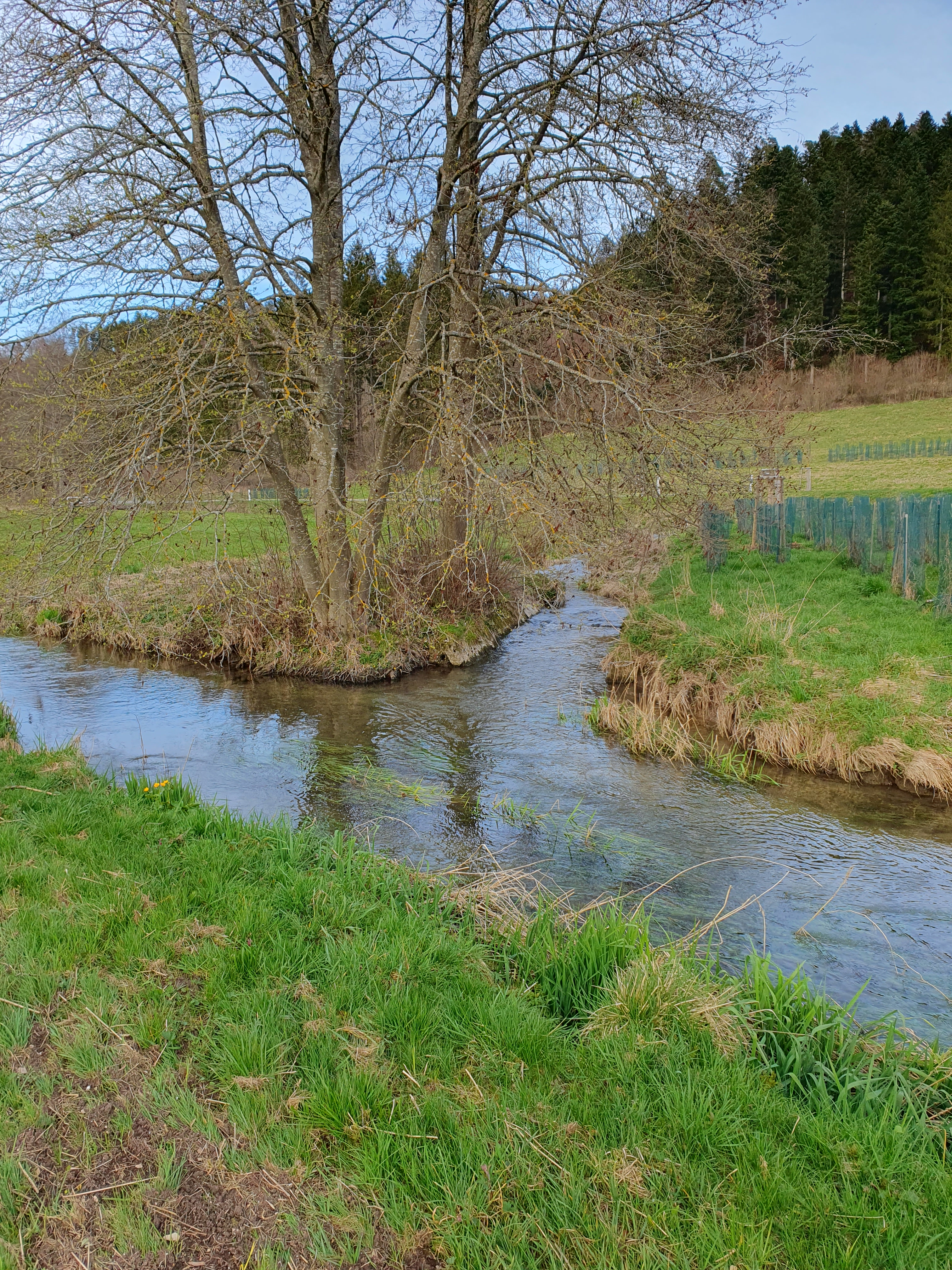
Die Erpf (vorne oben) mündet in die Lauchert

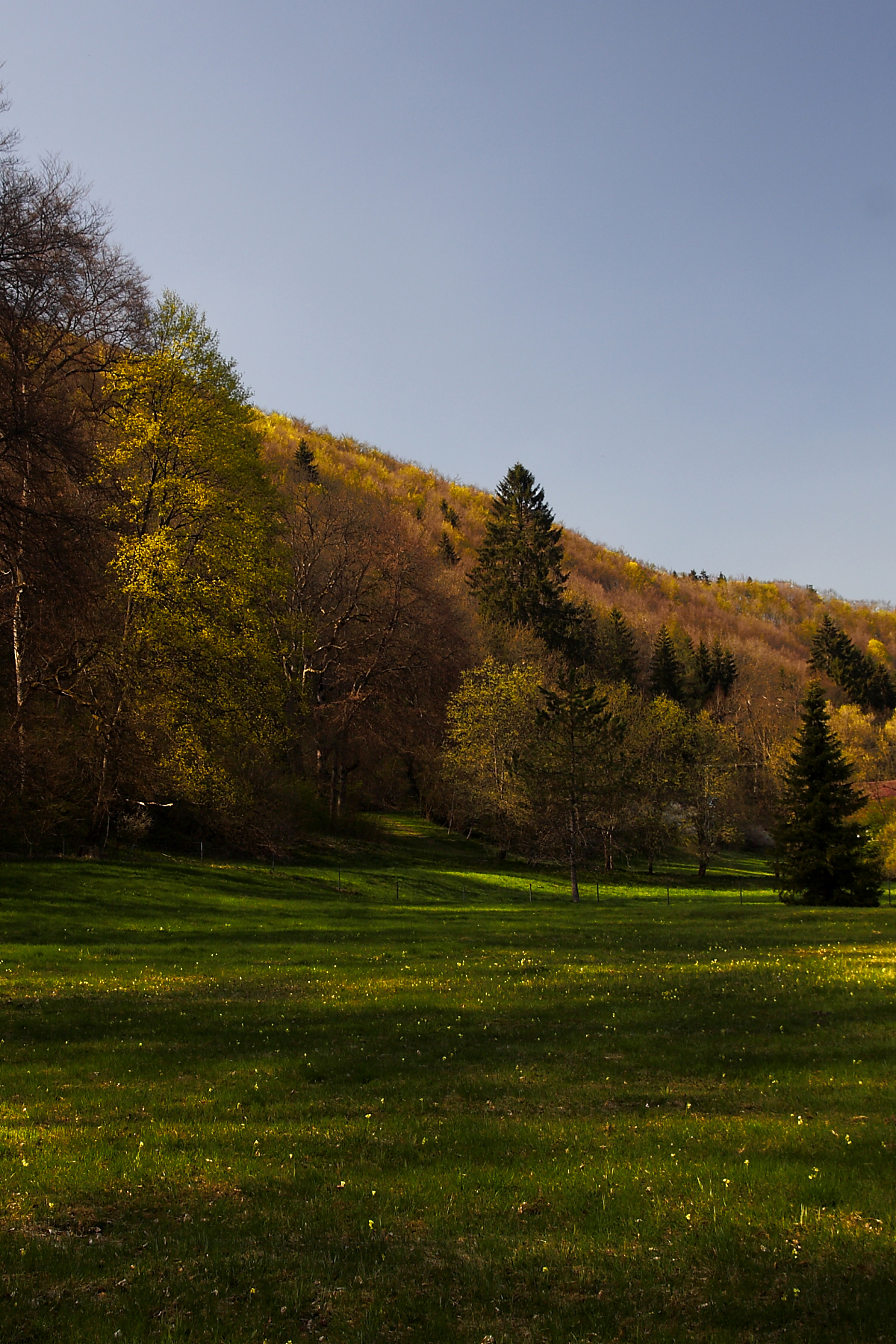
Flüsschen Erpf in breiter Talaue

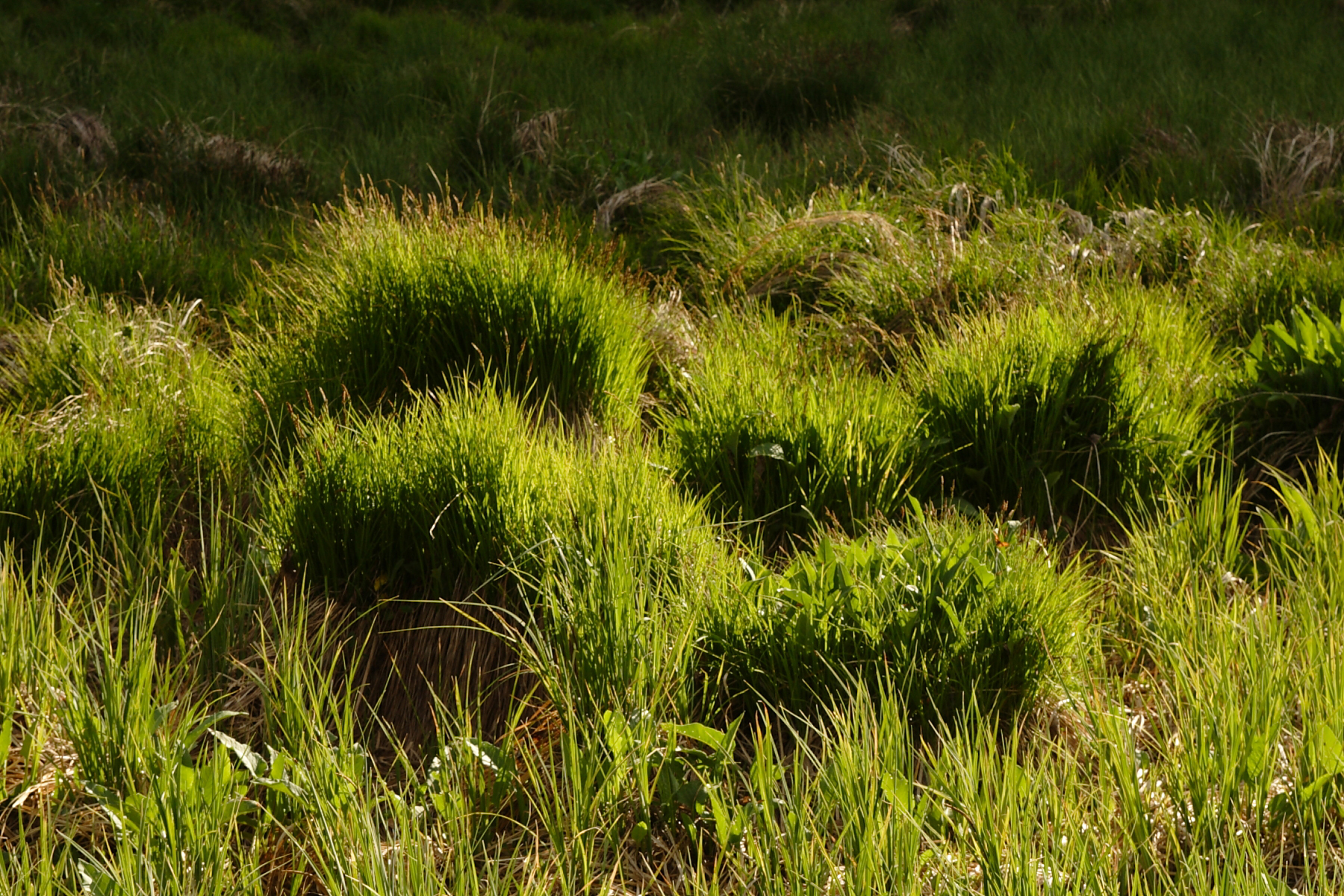
Kalkige, wechselfeuchte Auwiese der Erpf mit relativ seltener, horstbildender Seggenart

## Schutzgebiete
Etwa ab dem Zulauf des Quellanflusses Molkenbach in Erpfingen gehört die Talsohle zum Landschaftsschutzgebiet Laucherttal mit Nebentälern. Fast das gesamte Einzugsgebiet liegt in Wasserschutzgebieten.

### LUBW
Amtliche Online-Gewässerkarte mit passendem Ausschnitt und den hier benutzten Layern: Lauf und Einzugsgebiet der Erpf

Allgemeiner Einstieg ohne Voreinstellungen und Layer: Daten- und Kartendienst der Landesanstalt für Umwelt Baden-Württemberg (LUBW) (Hinweise)
1. ↑  Höhe nach dem Höhenlinienbild auf dem Hintergrundlayer Topographische Karte.
2. ↑  Höhe nach grauer Beschriftung auf dem Hintergrundlayer Topographische Karte.
3. ↑  Länge nach dem Layer Gewässernetz (AWGN).
4. ↑  Einzugsgebiet nach dem Layer Aggregierte Gebiete 05.
5. ↑  Schutzgebiete nach den einschlägigen Layern, Natur teilweise nach dem Layer Biotop.

### Andere Belege
1. ↑  Friedrich Huttenlocher: Geographische Landesaufnahme: Die naturräumlichen Einheiten auf Blatt 178 Sigmaringen. Bundesanstalt für Landeskunde, Bad Godesberg 1959. → Online-Karte (PDF; 4,3 MB)
2. ↑  Albrecht Greule: Deutsches Gewässernamenbuch. Walter de Gruyter, Berlin / Boston 2014, ISBN 978-3-11-057891-1, S. 133, „Erpf“ (Auszug in der Google-Buchsuche).
3. ↑  Fachdokumente LUBW, Anhang LK Reutlingen S. 155 (Memento des Originals vom 11. April 2016 im Internet Archive)  Info: Der Archivlink wurde automatisch eingesetzt und noch nicht geprüft. Bitte prüfe Original- und Archivlink gemäß Anleitung und entferne dann diesen Hinweis. (PDF-Datei; 9,41 MB)